# Панамериканский Кубок по волейболу среди мужчин 2006
1-й розыгрыш Панамериканского Кубка по волейболу среди мужчин прошёл с 5 по 11 июня 2006 года в двух городах Мексики (Мехикали и Тихуане) с участием 7 национальных сборных команд стран-членов NORCECA. Победителем стала сборная США.

## Команды-участницы
Доминиканская Республика, Канада, Куба, Мексика, Панама, США, Тринидад и Тобаго.

## Система проведения турнира
7 команд-участниц на предварительном этапе разбиты на две группы. Победители групповых турниров напрямую выходят в полуфинал плей-офф. Команды, занявшие в группах 2-е—3-и места, выходят в четвертьфинал и в стыковых матчах определяют ещё двух участников полуфинала. Полуфиналисты по системе с выбыванием определяют призёров первенства.

## Предварительный этап

### Группа А
Мехикали
| М | Команда                  | 1   | 2   | 3   | 4   | И | В | П | С/П | О |
| - | ------------------------ | --- | --- | --- | --- | - | - | - | --- | - |
| 1 | Мексика                  |     | 3:2 | 3:2 | 3:0 | 3 | 3 | 0 | 9:4 | 6 |
| 2 | Канада                   | 2:3 |     | 3:1 | 3:0 | 3 | 2 | 1 | 8:4 | 5 |
| 3 | Доминиканская Республика | 2:3 | 1:3 |     | 3:0 | 3 | 1 | 2 | 6:6 | 4 |
| 4 | Тринидад и Тобаго        | 0:3 | 0:3 | 0:3 |     | 3 | 0 | 3 | 0:9 | 3 |

5 июня: Канада — Доминиканская Республика 3:1 (23:25, 25:19, 25:18, 25:18); Мексика — Тринидад и Тобаго 3:0 (26:24, 25:20, 25:14).
6 июня: Доминиканская Республика — Тринидад и Тобаго 3:0 (26:24, 25:16, 25:20); Мексика — Канада 3:2 (25:21, 25:21, 19:25, 14:25, 21:19).
7 июня: Канада — Тринидад и Тобаго 3:0 (25:17, 25:9, 25:19); Мексика — Доминиканская Республика 3:2 (23:25, 25:21, 17:25, 25:21, 15:12).

### Группа В
Тихуана
| М | Команда | 1   | 2   | 3   | И | В | П | С/П | О |
| - | ------- | --- | --- | --- | - | - | - | --- | - |
| 1 | США     |     | 3:2 | 3:0 | 2 | 2 | 0 | 6:2 | 4 |
| 2 | Куба    | 2:3 |     | 3:0 | 2 | 1 | 1 | 5:3 | 3 |
| 3 | Панама  | 0:3 | 0:3 |     | 2 | 0 | 2 | 0:6 | 2 |

5 июня: США — Панама 3:0 (25:11, 25:9, 25:8).
6 июня: Куба — Панама 3:0 (25:10, 25:16, 25:16).
7 июня: США — Куба 3:2 (20:25, 25:18, 25:23, 21:25, 15:9).

## Плей-офф
Мехикали

### Четвертьфинал
9 июня
Канада — Панама 3:0 (25:14, 25:15, 25:19)
Доминиканская Республика — Куба 3:1 (25:23, 28:26, 21:25, 25:20)

### Матч за 5-е место
10 июня
Куба — Панама 3:0 (25:17, 25:11, 25:17)

### Полуфинал
10 июня
Доминиканская Республика — Мексика 3:0 (26:24, 25:20, 25:23)
США — Канада 3:0 (25:23, 26:24, 25:19)

### Матч за 6-е место
11 июня
Тринидад и Тобаго — Панама 3:1 (25:23, 25:17, 23:25, 25:17)

### Матч за 3-е место
11 июня
Канада — Мексика 3:0 (25:22, 25:18, 25:22)

### Финал
11 июня
США — Доминиканская Республика 3:1 (17:25, 25:20, 25:17, 25:23)

## Итоги

### Положение команд
| США                      |
| Доминиканская Республика |
| Канада                   |
| 4. Мексика               |
| 5. Куба                  |
| 6. Тринидад и Тобаго     |
| 7. Панама                |

США, Доминиканская Республика и Канада квалифицировались на Кубок Америки-2007.

### Призёры
США: Ллой Болл, Брук Биллингс, Филипп Изертон, Кевин Хансен, Томас Хофф, Ричард Лэмбурн, Райан Миллар, Джеймс Польстер, Уильям Придди, Шон Руни, Райли Сэлмон, Дэвид Маккензи. Главный тренер — Хью Маккатчен.
  Доминиканская Республика.
  Канада.

### Индивидуальные призы
MVP:  Элвис Контрерас
Лучший нападающий:  Хосе Мартелл
Лучший блокирующий:  Мюррей Грапентайн
Лучший на подаче:  Роландо Хункин
Лучший в защите:  Ричард Лэмбурн
Лучший связующий:  Кристиан Крус
Лучший либеро:  Карлос Веласкес
Самый результативный:  Элвис Контрерас